# Hyposmocoma turdella
Hyposmocoma turdella — вид моли эндемичного гавайского рода Hyposmocoma.

## Распространение
Встречается на острове Ланаи.